# 142 (liczba)
142 (sto czterdzieści dwa) – liczba naturalna następująca po 141 i poprzedzająca 143.

## W matematyce
- 142 jest liczbą półpierwszą[1]
- 142 jest liczbą niebędącą rozwiązaniem funkcji Eulera (ang. nontotient)[2]
- 142 jest liczbą przylegającą[3]
- 142 jest palindromem liczbowym, czyli może być czytana w obu kierunkach, w bazie 3 (12021) oraz bazie 7 (262)
- 142 należy do jednej trójki pitagorejskiej (142, 5040, 5042).

## W nauce
- liczba atomowa unquadbium (niezsyntetyzowany pierwiastek chemiczny)
- galaktyka NGC 142
- planetoida (142) Polana
- kometa krótkookresowa 142P/Ge-Wang

## W kalendarzu
142. dniem w roku jest 22 maja (w latach przestępnych jest to 21 maja). Zobacz też co wydarzyło się w roku 142, oraz w roku 142 p.n.e.